# Rzeź humańska

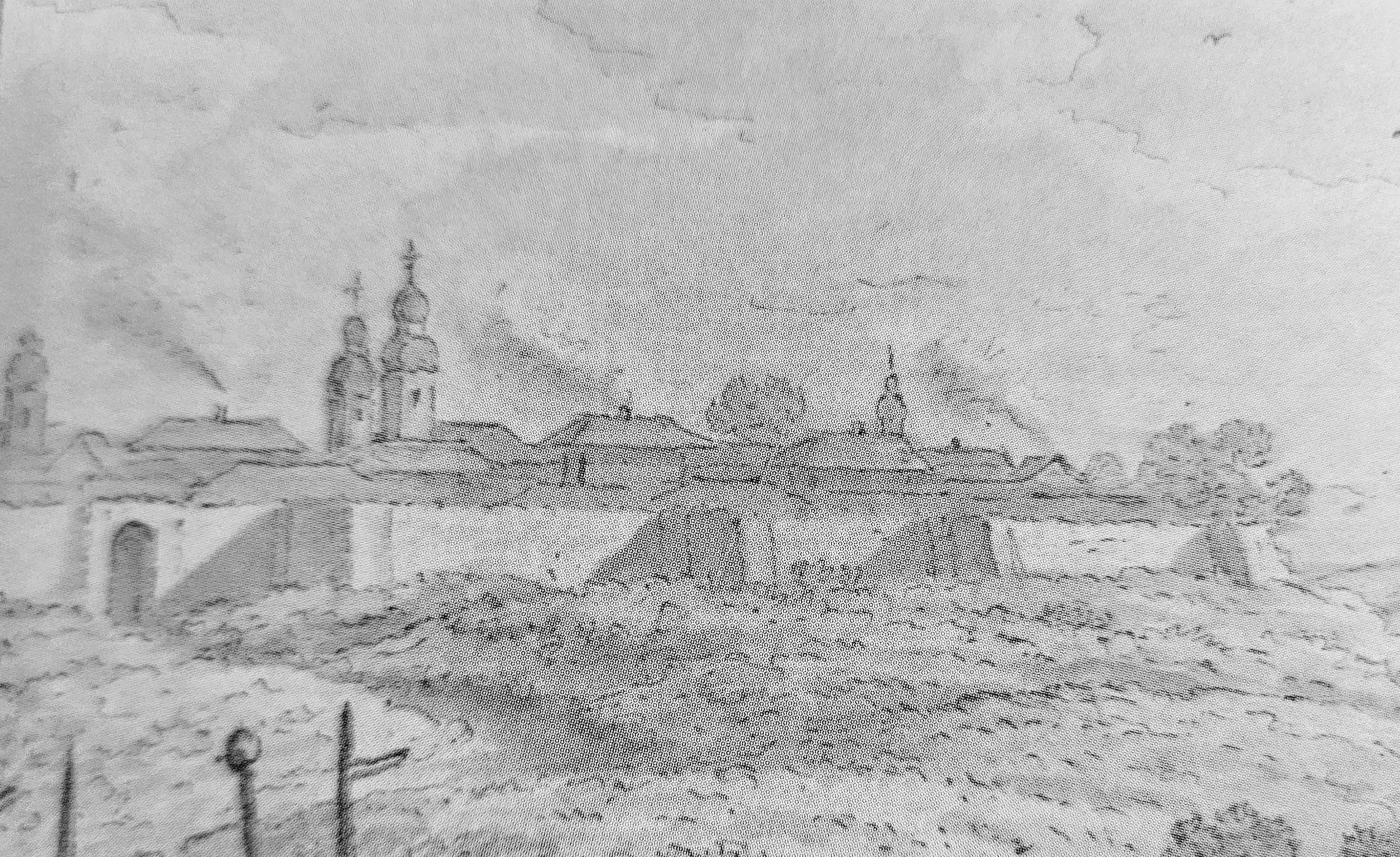
Widok Humania około 1785 roku

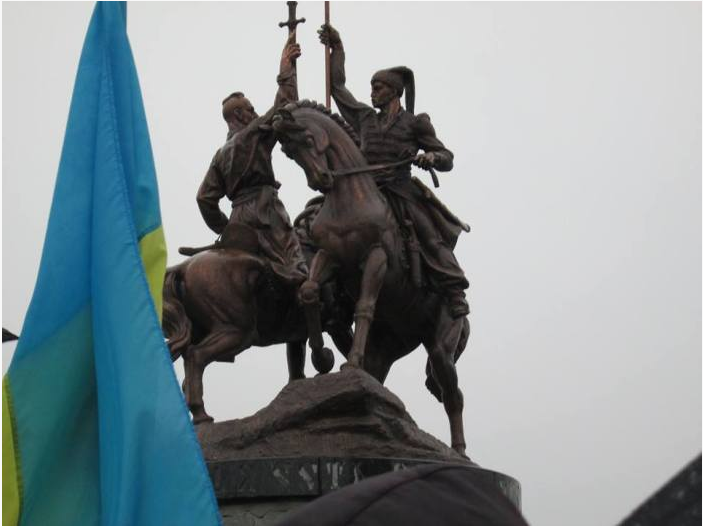
Pomnik Iwana Gonty i Maksyma Żeleźniaka w Humaniu z 2015 r.

Rzeź humańska lub rzeź w Humaniu – wymordowanie 20 lub 21 czerwca 1768 roku przeważnie Polaków i Żydów, którzy schronili się w Humaniu podczas buntu Kozaków i ruskich chłopów (tzw. koliszczyzny). Wśród ofiar znalazło się wiele kobiet i dzieci.

## Tło wydarzeń
Rzeź humańska miała miejsce podczas koliszczyzny. Rebelia ta, według różnych źródeł, została wywołana przez prowokację władz Imperium Rosyjskiego, które wykorzystując antyszlacheckie i antypolskie nastroje hajdamaków i miejscowych chłopów cierpiących z powodu ucisku pańszczyźnianego, posłużyły się nimi do walki z konfederacją barską i szlachtą polską wspierającą konfederację. Wśród innych przyczyn wystąpienia wymienia się zaostrzenie pańszczyzny, narzucanie obrządku unickiego w miejsce prawosławia, czy też podsycanie nienawiści do polskiej i żydowskiej ludności przez Cerkiew prawosławną. 

## Przebieg rzezi
Zarządcą i obrońcą Humania, który należał do wojewody kijowskiego Franciszka Salezego Potockiego, był Rafał Mładanowicz, który przewodził 2500 zbrojnym żołnierzom. Wśród nich znajdował się Iwan Gonta – setnik kozacki (dowódca dworskiej milicji Potockiego), który został wysłany jako mediator naprzeciw nadciągającym na miasto zbuntowanym chłopom. Gonta zdradził Potockiego i połączył się z rebeliantami, którzy po kilkunastogodzinnym zaciekłym szturmie zdobyli miasto 20 czerwca. Dalsze wydarzenia przedstawiały się następująco:

Tłumy powstańców wdarły się do środka miasta [...] W kościołach, synagodze i ratuszu skupiła się większość szlachty i Żydów. Księża katoliccy komunikowali i udzielali absolucji [...] rozpoczęła się rzeź zainicjowana najprawdopodobniej przez żądnych zemsty chłopów. Według współczesnych świadectw w samej tylko synagodze poniosło śmierć około trzech tysięcy Żydów. Zabijano i męczono. Żydom obcinano ręce i uszy. Wyciągano ich poza tym z piwnic, domów, a nawet - rowów, gdzie daremnie szukali schronienia. Kolejnymi ofiarami nienawiści powstańczego tłumu stali się księża katoliccy i uniccy.

W Humaniu wśród zamordowanych duchownych unickich byli zakonnicy z miejscowego klasztoru bazyliańskiego. Iwan Gonta ogłosił się księciem humańskim, a Maksym Żeleźniak, główny przywódca koliszczyzny, księciem smilskim i hetmanem kozackim.
Gdy powstanie zaczęło być groźne także dla Imperium Rosyjskiego, rosyjskie oddziały przystąpiły do tłumienia go, w czym pomagały im wojska koronne. W nocy z 6 na 7 lipca przywódcy koliszczyzny zostali pojmani podstępem przez przybyłych do obozu Kozaków dońskich będących na służbie rosyjskiej, podczas pozornej fraternizacji. Gontę i innych zamieszkujących Prawobrzeże (poddanych polskich) wydano Branickiemu; Gonta po torturach został obdarty ze skóry i poćwiartowany żywcem. Żeleźniaka i głównie Kozaków zaporoskich z Lewobrzeża (poddanych rosyjskich) Rosjanie pozostawili własnemu sądownictwu; Żeleźniak (po złagodzeniu kary) został zesłany na Syberię. Wojsko koronne i wojsko rosyjskie przystąpiły do kilkumiesięcznej pacyfikacji koliszczyzny.

## Szacunki liczby ofiar
Szacowano, że łączna liczba zabitych wyniosła ok. 20 tysięcy Polaków i Żydów. Według Słownika geograficznego Królestwa Polskiego, „liczba trupów z tymi co z pobliskich miejsc kolije na stracenie przywiedli do 15 tysięcy doszła”. Zdaniem dr Olhy Kowałewskiej, liczba zabitych wyniosła ok. 2,5-3 tysięcy, przeważnie Polaków i Żydów.
Tadeusz Korzon w pracy Wewnętrzne dzieje Polski za Stanisława Augusta stwierdził, że „w samym Humaniu miało zginąć według przesadnej rachuby 18 000 dusz”, zaś „urzędnicy sądowi podług akt liczyli ofiar rzezi nie więcej niż 5.000”. Znacznie niższą liczbę zabitych (2 tys.) podaje amerykański historyk Paul Robert Magocsi, natomiast kanadyjski historyk Orest Subtelny pisze ogólnie o tysiącach „brutalnie zamordowanych” ofiar. Władysław Serczyk stwierdził w 1972 roku, iż liczby zabitych w Humaniu nie da się jednoznacznie ustalić. W pierwszych relacjach z miejsca wypadków podana została liczba 12 tys. ofiar: 5 tys. zabitej szlachty oraz 7 tys. Żydów, którą uważał za przesadzoną, podkreślał jednak, iż ofiary „należy szacować nie w setkach, lecz w tysiącach”. W 2001 roku Władysław Serczyk określił liczbę ofiar na „kilka tysięcy”. Rzeź humańska była ogromnym wstrząsem dla polskiej opinii przede wszystkim z powodu faktu dokonania jej przez chłopów oraz z powodu dokonanych w jej czasie okrucieństw, nie zaś z powodu liczby zabitych.

## Nawiązania
Jednym z naocznych świadków, którzy odmalowali obraz rzezi w swych pamiętnikach, był Stanisław Kruszelnicki. Na tle tych wydarzeń powstały Sen srebrny Salomei Juliusza Słowackiego, powieść poetycka Zamek kaniowski Seweryna Goszczyńskiego i Koliszczyzna i stepy Michała Grabowskiego.
Pod koniec 2009 roku w telewizji ukraińskiej podczas emisji popularnonaukowego serialu Historia ziem ukraińskich, którego sponsorem był Browar Lwowski, pojawiło się sformułowanie „Lach, Żyd i sobaka, wse wira odnaka”, którego używali ruscy chłopi i hajdamacy podczas wieszania na szubienicy Polaków i Żydów, przy których na wspólnej belce dla pohańbienia zwłok wieszano także psa. Skandal wywołał odcinek tego serialu poświęcony rzezi humańskiej, który zachęcał do poznania „chwalebnej przeszłości ojczyzny”. W odcinku tym ataman Żeleźniak po zdobyciu miasta, posilając się piwem „Lwowskie” powiesił na kościelnej wieży „Lacha, Żyda i psa – bo ich wiara jednaka”. Oburzenie wyraziły polskie środowiska kresowe, a poseł PiS Stanisław Pięta nawoływał do bojkotu piw produkowanych przez Grupy Carlsberg (do której należy Browar Lwowski) i domagał się szybkich i stanowczych przeprosin.
Na Ukrainie postać Iwana Gonty otoczona jest szacunkiem, we Lwowie istnieje ulica jego imienia, a w Chrystynówce w 2009 roku wzniesiono jego pomnik. Podczas odsłonięcia (w którym brali udział przedstawiciele miejscowych władz oraz biskupi Ukraińskiego Kościoła Prawosławnego Patriarchatu Kijowskiego) mer (prezydent) tego miasta Mykoła Nakonieczny podkreślił, że pomnik Gonty będzie przypominał Ukraińcom, że powinni walczyć o ojczystą ziemię z jej ciemiężcami.
W dniu 17 maja 2018 r. Rada Miasta Kijowa zagłosowała za zorganizowaniem uroczystości upamiętniających 250 rocznicę Koliszczyzny, na wniosek dwóch przedstawicieli nacjonalistycznej partii Swoboda Yuriya Syrotyuka i Wołodymyra Bochniaka. Decyzja ta spotkała się z krytyką ze strony ukraińskiej społeczności żydowskiej i Charkowskiej Grupy Ochrony Praw Człowieka.